# Trogen
Trogen es una comuna suiza y sede de las autoridades judiciales del cantón de Appenzell Rodas Exteriores. Trogen fue parte del extinto distrito del Mittelland. 

## Geografía
La ciudad se encuentra situada a 930 metros de altura y está dominada por Gäbris, una cadena de montañas local perteneciente a los Alpes suizos. Forman parte de la comuna las localidades de Gfeld, Habsat, Neuschwendi y Nideren.
Trogen limita al norte con las comunas de Rehetobel y Wald, al este con Oberegg (AI) y Altstätten (SG), al sur con Gais, y al oeste con Bühler y Speicher.

## Historia
El nombre Trogen aparece por primera vez en 1168 como Trugin. Trogen se turnaba junto con Hundwil en la función de capital cantonal hasta que una asamblea popular decidió que la capital fuera de facto Herisau y que el poder judicial y de policía se quedaran en Trogen.
Durante el siglo XVIII, la familia Zellweger instauró la industria textil en la comuna. En 1821 la misma familia ayudó a fundar la Kantonsschule (escuela cantonal), que aún se encuentra en Trogen.

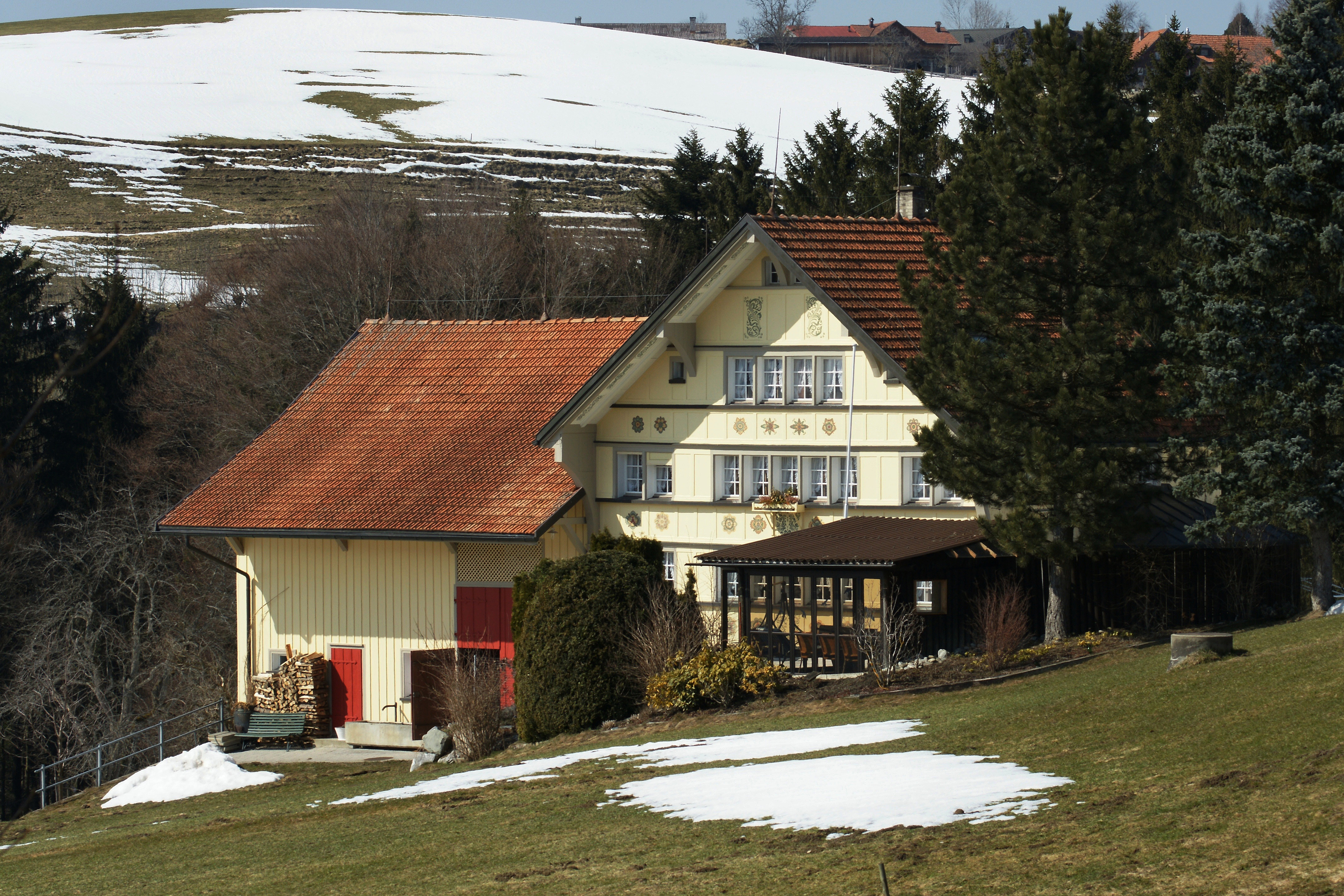
Vista de Stampf en Trogen.

## Sitios de interés
La comuna es conocida porque en ella se encuentra el Centro Pestalozzi para la infancia que fue construido en la década de 1940.